# Мигел Муриљо (боливијски фудбалер)
Мигел Муриљо (Ла Паз, 1898 — 1968) био је боливијски фудбалер који је играо као голман репрезентације Боливије на Светском првенству 1930. године. Играо је и за Клуб Боливар.